# Juan Cala
Juan Torres Ruiz (Lebrija, Sevilla, España, 26 de noviembre de 1989), más conocido como Cala, es un exfutbolista español que jugaba de defensa.

## Trayectoria
Sus primeros pasos fueron en el Club Atlético Antoniano de Lebrija y desde los 11 años en la cantera del Sevilla F. C. Debutó con la primera plantilla en la temporada 2009-10.
En la temporada 2010-11 no contó con minutos suficientes en el primer equipo, dirigido por el técnico Antonio Álvarez, y se marchó cedido al F. C. Cartagena, de la Segunda División española.
En la temporada 2011-12 y, tras la llegada del técnico Marcelino García Toral, se marchó cedido al AEK Atenas sin opción de compra, acompañado de José Carlos, a las órdenes de Manolo Jiménez, técnico que ya le había tenido en el filial del Sevilla F. C.
En esa misma temporada fue repescado por el Sevilla F. C. en el mercado invernal tras sus actuaciones en el equipo griego donde fue elegido jugador del once ideal de la liga. En febrero de 2014 fue traspasado al Cardiff City Football Club.
Tras su breve paso por la Premier, volvió a la Liga española en el mercado invernal de la temporada 2014-15, pero esta vez con el conjunto nazarí, el Granada Club de Fútbol. Días antes estuvo entrenando con el Getafe C. F., pero no pudo concretarse su fichaje por el equipo azulón, por lo cual recaló en Granada.
De cara a la temporada 2015-2016, formó parte de la plantilla del Getafe C. F., club al que no podría salvar del descenso a la Segunda División. En la temporada 2016-17 consiguió el ascenso a Primera División con el equipo getafense.
En febrero de 2018 se marchó al Henan Jianye de la Superliga de China. En julio de 2018 volvió a España para fichar por la U. D. Las Palmas de la Segunda División por las próximas dos temporadas con opción a otra. 
En junio de 2019 rescindió este contrato, para poco más tarde fichar por cinco temporadas con el Cádiz C. F., en ese entonces también en Segunda División.
En su primer año en Cádiz consiguió un ascenso a Primera División. Fue titular habitual en sus dos primeras campañas, pero las dos siguientes apenas pudo jugar por problemas físicos. Dejó el club al finalizar la temporada 2022-23, aunque le quedaba una de contrato, en la que a su vez se había convertido en el máximo accionista del Atlético Sanluqueño C. F. Como consecuencia de la última lesión en la rodilla, que le mantenía inactivo desde noviembre de 2022, el 5 de octubre de 2023 anunció su retirada.

## Estadísticas
Actualizado al último partido disputado de su carrera.
| Club                      | Div.          | Temporada     | Liga  | Liga  | Copas nacionales | Copas nacionales | Copas internacionales | Copas internacionales | Total | Total |
| Club                      | Div.          | Temporada     | Part. | Goles | Part.            | Goles            | Part.                 | Goles                 | Part. | Goles |
| ------------------------- | ------------- | ------------- | ----- | ----- | ---------------- | ---------------- | --------------------- | --------------------- | ----- | ----- |
| Sevilla Atlético · España | 2.ª           | 2007-08       | 6     | 0     | —                | —                | —                     | —                     | 6     | 0     |
| Sevilla Atlético · España | 2.ª           | 2008-09       | 11    | 1     | —                | —                | —                     | —                     | 11    | 1     |
| Sevilla Atlético · España | 2.ª B         | 2009-10       | 17    | 0     | —                | —                | —                     | —                     | 17    | 0     |
| Sevilla Atlético · España | Total club    | Total club    | 34    | 1     | 0                | 0                | 0                     | 0                     | 34    | 1     |
| Sevilla F. C. · España    | 1.ª           | 2009-10       | 5     | 3     | 2                | 0                | 1                     | 0                     | 8     | 3     |
| F. C. Cartagena · España  | 2.ª           | 2010-11       | 25    | 3     | 1                | 0                | —                     | —                     | 26    | 3     |
| F. C. Cartagena · España  | Total club    | Total club    | 25    | 3     | 1                | 0                | 0                     | 0                     | 26    | 3     |
| AEK F. C. · Grecia        | 1.ª           | 2011-12       | 13    | 1     | 2                | 0                | 6                     | 0                     | 21    | 1     |
| AEK F. C. · Grecia        | Total club    | Total club    | 13    | 1     | 2                | 0                | 6                     | 0                     | 21    | 1     |
| Sevilla F. C. · España    | 1.ª           | 2011-12       | 8     | 1     | 0                | 0                | 0                     | 0                     | 8     | 1     |
| Sevilla F. C. · España    | 1.ª           | 2012-13       | 10    | 0     | 3                | 1                | 0                     | 0                     | 13    | 1     |
| Sevilla F. C. · España    | 1.ª           | 2013-14       | 9     | 1     | 2                | 0                | 8                     | 0                     | 19    | 1     |
| Sevilla F. C. · España    | Total club    | Total club    | 32    | 5     | 7                | 1                | 9                     | 0                     | 48    | 6     |
| Cardiff City F. C. Gales  | 1.ª           | 2013-14       | 7     | 2     | 1                | 0                | —                     | —                     | 8     | 2     |
| Cardiff City F. C. Gales  | 2.ª           | 2014-15       | 1     | 0     | 2                | 0                | —                     | —                     | 3     | 0     |
| Cardiff City F. C. Gales  | Total club    | Total club    | 8     | 2     | 3                | 0                | 0                     | 0                     | 11    | 2     |
| Granada C. F. · España    | 1.ª           | 2014-15       | 7     | 0     | 0                | 0                | —                     | —                     | 7     | 0     |
| Granada C. F. · España    | Total club    | Total club    | 7     | 0     | 0                | 0                | 0                     | 0                     | 7     | 0     |
| Getafe C. F. · España     | 1.ª           | 2015-16       | 22    | 1     | 1                | 0                | —                     | —                     | 23    | 1     |
| Getafe C. F. · España     | 2.ª           | 2016-17       | 31    | 3     | 1                | 0                | —                     | —                     | 32    | 3     |
| Getafe C. F. · España     | 1.ª           | 2017-18       | 20    | 2     | 2                | 0                | —                     | —                     | 22    | 2     |
| Getafe C. F. · España     | Total club    | Total club    | 73    | 6     | 4                | 0                | 0                     | 0                     | 77    | 6     |
| Henan Jianye China        | 1.ª           | 2018          | 11    | 0     | 0                | 0                | —                     | —                     | 11    | 0     |
| Henan Jianye China        | Total club    | Total club    | 11    | 0     | 0                | 0                | 0                     | 0                     | 11    | 0     |
| U. D. Las Palmas · España | 2.ª           | 2018-19       | 30    | 1     | 0                | 0                | —                     | —                     | 30    | 1     |
| U. D. Las Palmas · España | Total club    | Total club    | 30    | 1     | 0                | 0                | 0                     | 0                     | 30    | 1     |
| Cádiz C. F. · España      | 2.ª           | 2019-20       | 27    | 2     | 0                | 0                | —                     | —                     | 27    | 2     |
| Cádiz C. F. · España      | 1.ª           | 2020-21       | 28    | 3     | 1                | 0                | —                     | —                     | 29    | 3     |
| Cádiz C. F. · España      | 1.ª           | 2021-22       | 14    | 0     | 2                | 0                | —                     | —                     | 16    | 0     |
| Cádiz C. F. · España      | 1.ª           | 2022-23       | 3     | 0     | 0                | 0                | —                     | —                     | 3     | 0     |
| Cádiz C. F. · España      | Total club    | Total club    | 72    | 5     | 3                | 0                | 0                     | 0                     | 75    | 5     |
| Total carrera             | Total carrera | Total carrera | 305   | 24    | 20               | 1                | 15                    | 0                     | 340   | 25    |
| 1. 2.                     |               |               |       |       |                  |                  |                       |                       |       |       |

## Palmarés

### Títulos nacionales
| Título       | Club          | País   | Año  |
| ------------ | ------------- | ------ | ---- |
| Copa del Rey | Sevilla F. C. | España | 2010 |

### Títulos internacionales
| Título                 | Club          | Sede  | Año  |
| ---------------------- | ------------- | ----- | ---- |
| Liga Europa de la UEFA | Sevilla F. C. | Turín | 2014 |

## Labor social
Cala creó en julio de 2011 el Alma Lebrija C. D., estructurado como escuela-club para crecer con la filosofía de cantera, y que se ha destacado en acciones a favor del pueblo saharaui.